# Vasco Alexandre
Vasco Alexandre é um realizador e argumentista de cinema português. Ele realizou Yard Kings (2020), Ten With a Flag (2022), Gummy Bear (2023) e Super-Sub (2023).

## Biografia
Vasco Alexandre nasceu em 1993 em Lisboa, Portugal.  Ele terminou a sua licenciatura em cinema em 2020, tendo estudado na Universidade CEU San Pablo (Madrid, Espanha) e na Universidade de Middlesex, (Londres, Reino Unido). Em 2021, ele fez um mestrado em Realização de Cinema (distinção) na Universidade Napier de Edimburgo, (Edimburgo, Reino Unido).
A sua primeira curta-metragem Yard Kings (2020, Reino Unido), que ele escreveu e realizou em contexto académico,  recebeu várias nomeações  e prémios internacionais,  incluindo 1 prémio Giornate Della Luce no Ca 'Foscari Short Film Festival;  2 prémios atribuídos pela Royal Television Society — a sociedade de televisão mais antiga do mundo, tendo Charles, Príncipe de Gales como alto patrocínio;  e 8 prémios FFTG, levando-o a ser convidado para integrar o Comité de Seleção Oficial 2021. 

## Obra Cinematográfica
| País de Origem | Ano  | Título          | Realizador | Argumentista | Notas          |
| -------------- | ---- | --------------- | ---------- | ------------ | -------------- |
| Reino Unido    | 2020 | Yard Kings      | Sim        | Sim          | Curta-metragem |
| Reino Unido    | 2022 | Ten With a Flag | Sim        | Não          | Curta-metragem |
| Reino Unido    | 2023 | Gummy Bear      | Sim        | Sim          | Curta-metragem |
| Reino Unido    | 2023 | Super-Sub       | Sim        | Não          | Curta-metragem |

## Ligações Externas
IMDb Vasco Alexandre
Trailer - Yard Kings